# Gulfstream Aerospace

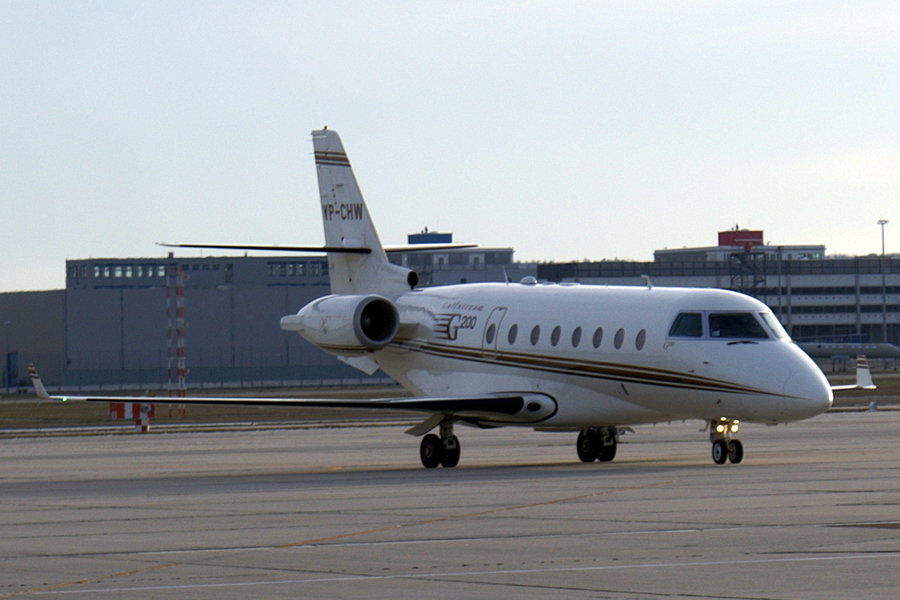
Gulfstream G200

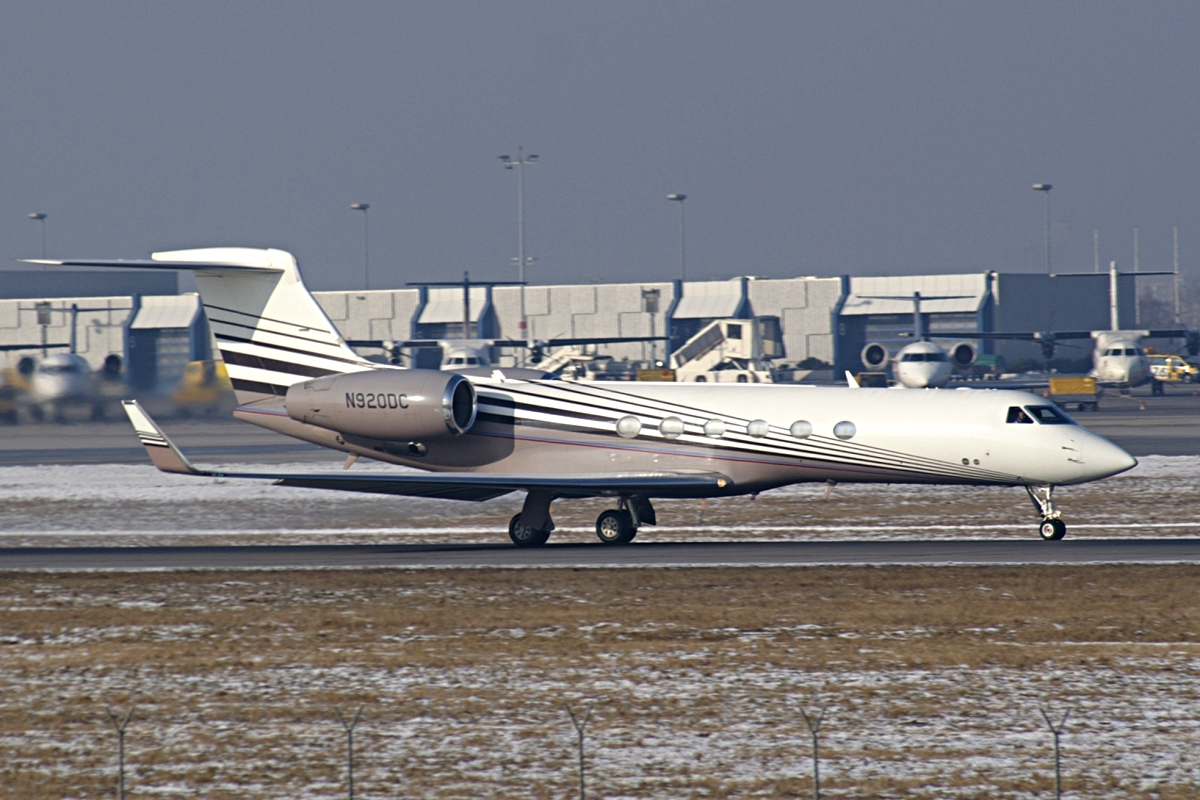
Gulfstream V

Gulfstream Aerospace (von englisch Gulf stream ‚Golfstrom‘) ist ein seit 1999 vollständig zu General Dynamics gehörender US-amerikanischer Flugzeughersteller von Geschäftsreiseflugzeugen mit Sitz am Flughafen Savannah/Hilton Head in Savannah im US-Bundesstaat Georgia.

## Geschichte
Die Ursprünge des Unternehmens gehen zurück auf die Bestrebungen von Grumman Ende der 1940er Jahre, ein repräsentatives Geschäftsreiseflugzeug zu bauen, das die bisher verwendeten umgebauten Bombenflugzeuge und veralteten kleinen Verkehrsflugzeuge ersetzen sollte. Als Grundlage für die Entwicklung war das zweimotorige militärische Transportflugzeug Grumman TF-1 Trader (G.96) vorgesehen, wobei dessen Sternmotoren durch das neuentwickelte Turboproptriebwerk Rolls-Royce Dart RDa.7 ersetzt werden sollten. Interessenten konnten sich ab 1956 für eine Anzahlung von 10.000 US-Dollar einen frühen Liefertermin sichern. Im Laufe der Entwicklungsarbeiten entfernte sich jedoch der nun als Grumman Gulfstream I (G.159) bezeichnete Entwurf sehr stark von der Ausgangskonstruktion. Im Jahr 1958 flogen die beiden ersten Prototypen. Insgesamt wurden bis 1969 einschließlich einiger militärischer Schulflugzeuge 211 Exemplare dieses Baumusters hergestellt.
Der Erfolg dieses Programms erlaubte Grumman sein erstes strahlgetriebenes Geschäftsreiseflugzeug, die Grumman Gulfstream II (G.1159) zu entwickeln, die 1966 zum ersten Mal flog und sich bald als schnellster Businessjet etablierte. So stellte sie im März 1975 mit einer Durchschnittsgeschwindigkeit von 729,6 km/h einen offiziellen Geschwindigkeitsrekord auf. Bis 1980 wurden 258 GII produziert.
Im Zuge einer Unternehmensumbildung im Jahr 1969 strebte Grumman für Fertigung und Verkauf der Gulfstream die Auslagerung in ein eigenes Tochterunternehmen an. Nach dem Erwerb der American Aviation Corporation, die Leichtflugzeuge wie die AA-1 Lynx und AA-5 Tiger baute, wurde dann 1972 die Grumman American Aviation Corporation gegründet. Mit der Gulfstream III baute Grumman dann ein gänzlich neu gestaltetes Flugzeug. Besondere Bedeutung kam dabei den neuen Tragflächen mit superkritischem Profil und den neu eingeführten Winglets zu. Infolge einer allgemeinen Marktflaute Mitte der 1970er Jahre und dem hohen zu erwartenden Grundpreis für das neue Flugzeug, musste Grumman American 1977 die Entwicklungsarbeiten einstellen.
Da bereits 40 Kunden eine Anzahlung für die GIII geleistet hatten, revidierte man den Entwurf derart, dass man das GII-Tragwerk beibehielt, dieses aber mit Winglets ausstattete und die Kabine um 61 cm verlängerte. Im Juli 1978 übernahm Allen Paulson, der Eigner der American Jet Industries die Aktienmehrheit der Grumman American Aviation. Das neue Unternehmen firmierte unter dem Namen Gulfstream American Corporation mit Sitz in Savannah (Georgia). Grumman setzte die Entwicklung der GIII in Zusammenarbeit mit dem neuen Unternehmen noch eine Zeitlang fort, um sich einen Anteil an den ersten 200 Serienmaschinen zu sichern. Mit der GIII konnten zahlreiche Geschwindigkeits- und Streckenrekorde erzielt werden. Paulson kaufte 1982 auch die Luftfahrt-Abteilung von Rockwell International und führte diese mit Gulfstream American zusammen zum neuen Unternehmen Gulfstream Aerospace.
Anfang 1983 ging Gulfstream American zur Finanzierung der neuen GIV an die Börse. Hauptanlass zur Entwicklung der GIV war die unmittelbar bevorstehende Einführung strenger internationaler Umweltbestimmungen, die das bisher eingesetzte Spey -Triebwerk nicht erfüllen konnte. Ersatz bot Rolls-Royce durch die weiterentwickelten Tay-Mk.611-8-Mantelstromtriebwerke. Im September 1985 hatte die erste GIV ihren Jungfernflug.
Paulson formte aus Gulfstream Aerospace den weltweit führenden Hersteller von Privatjets. Im Juni 1985 verkaufte er für 637 Millionen US-Dollar das Unternehmen an die Chrysler Corporation, um sie 1990 mit Unterstützung des New Yorker Private-Equity-Unternehmens Forstmann Little & Company wieder zurückzukaufen. Auf der Farnborough Luftfahrtschau 1992 gab Gulfstream die Entwicklung des neuen Langstreckenjets GV bekannt, der 1997 an die ersten Kunden ausgeliefert wurde.

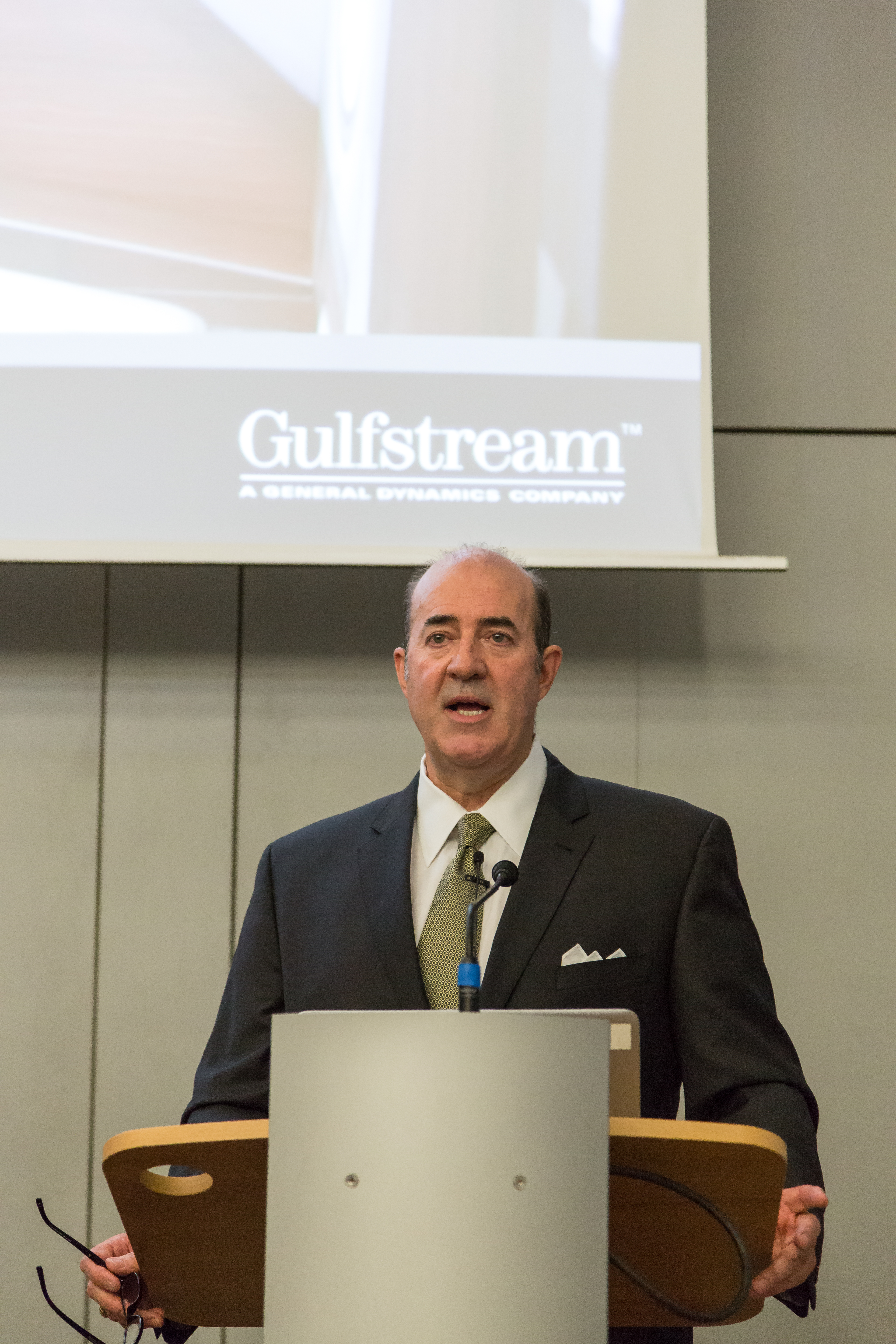
Geschäftsführer Mark Burns, 2018

1999 kaufte General Dynamics Gulfstream Aerospace, um 2001 die Galaxy Aerospace von Israel Aircraft Industries (IAI) hinzuzufügen. Gemeinsam mit IAI wurde die G100/G150 und wird die G200 produziert.
2015 konnte die Firma 112 Flugzeuge der Typen G450, G550 und G650 verkaufen, dazu noch 35 der Typen G150 und G280. Der Umsatz zum Vorjahr stieg um 2,3 % auf 8,85 Mrd. US-Dollar, der Gewinn belief sich auf 1,71 Mrd. US-Dollar, ein Anstieg um 6 % gegenüber 2014.
Präsident von Gulfstream Aerospace ist seit Juli 2015 Mark Burns, der gleichzeitig auch Vizepräsident der Muttergesellschaft General Dynamics ist.

## Aktuelle Flugzeugtypen
Gulfstream bietet derzeit (2019) sechs Modelle an:
- G280, basierend auf der IAI Galaxy
- G400, basiert auf der GIV
- G500, wurde 2014 vorgestellt erstes Gulfstream-Muster mit Fly-by-wire
- G600, seit leicht vergrößerte Variante der G500
- G650, seit 2012
- G650ER, Ultra-Langstreckenausführung der G650
- G700
- G800  (Erstflug am 28. Juni 2022)[5]